# Gaye
Gaye je francouzská obec v departementu Marne v regionu Grand Est. Žije zde 581 obyvatel.

## Geografie

### Sousední obce
| Růžice kompasu | Saint-Remy-sous-Broyes | Linthelles         |         | Růžice kompasu |
| Růžice kompasu | Chichey                | Sever              | Pleurs  | Růžice kompasu |
| Růžice kompasu | Chichey                | Gaye               | Pleurs  | Růžice kompasu |
| Růžice kompasu | Chichey                | Jih                | Pleurs  | Růžice kompasu |
| Růžice kompasu | Queudes                | La Chapelle-Lasson | Marigny | Růžice kompasu |